# Соса, Алексис
Алексис Соса (исп. Alexis Sosa; род. 22 июля 1999, Бурсако, Буэнос-Айрес) — аргентинский футболист, защитник.

## Клубная карьера
Соса — воспитанник клуба «Банфилд». 10 сентября 2016 года в матче против «Колона» он дебютировал в аргентинской Примере.